# سر العرصة
سر العرصة هو فيلم تلفزي مغربي من إخراج حسن غنجة سنة 2009، و بطولة كل من آمال صقر، يوسف الجندي، محمد بنبراهيم، هشام بهلول، وآخرون.

## القصة
تحكي قصة الفيلم عن شخصية «السي إبراهيم»، (محمد بنبراهيم)، وهو تاجر ناجح، يملك مزرعة تتوفر فيها كل عناصر الغنى، له ابن يدرس في الخارج، وابن اسمه «أحمد» سيقوم بتسيير المزرعة (يوسف الجندي).